# Juan VII
Juan VII (Rossano, c. 650-Roma, 18 de octubre del 707) fue el papa 86.º de la Iglesia católica entre 705 y 707.
Durante su pontificado, Justiniano II recuperó el trono imperial, iniciando un segundo periodo como emperador bizantino en el que logró que Juan VII reconociera los decretos del Concilio Quinisexto, que el papa Sergio I se había negado a reconocer en su día.
Mantuvo buenas relaciones con los lombardos, logrando que su rey Ariperto II, restituyese al papado los bienes que su antecesor Gisulfo había obtenido de Juan VI.
Colocó su sede episcopal en la iglesia de Santa Maria Antiqua, ubicada en el Foro Romano, embelleciendo el templo con frescos que sobreviven hasta el día de hoy.